# Leptochloa barbata
Leptochloa barbata là một loài thực vật có hoa trong họ Hòa thảo. Loài này được (Desv.) Nicora mô tả khoa học đầu tiên năm 1993.